# المينار

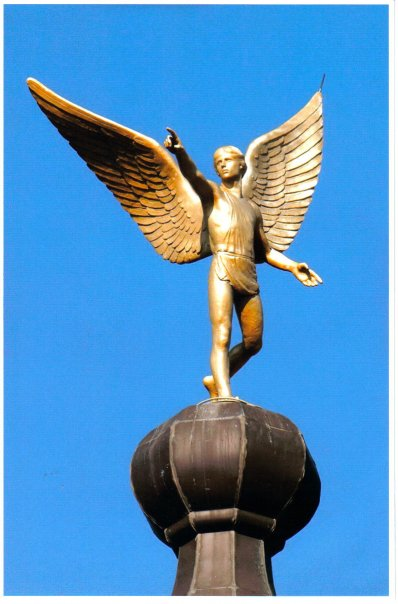
قبة كنيسة في بلدة المينار

بلدية المَنار أو (نقحرة: المينار) (بالكاتالانية: Almenar) هي بلدية صغيرة تقع في مقاطعة قلطونية في إسبانيا.

## السكان
| السنة      | 1900 | 1930 | 1950 | 1970 | 1986 | 2007 |
| ---------- | ---- | ---- | ---- | ---- | ---- | ---- |
| عدد السكان | 2260 | 2780 | 2883 | 3784 | n/a  | 3576 |

## وصلات خارجية
- Pàgina web de l'Ajuntament
- Informació de la Generalitat de Catalunya
- Informació de l'Institut d'Estadística de Catalunya (بالكتالونية)